# Stefan Pawlak
Stefan Pawlak (ur. 1908, zm. 1948) – polski Sprawiedliwy wśród Narodów Świata.
W grudniu 1942 rodzina Stefana (żona Bronisława, córka Jadwiga, matka Antonina) przyjęła pod swój dach w podlubelskiej Olszance zaprzyjaźnione małżeństwo Elki i Menachema (Mordki) Bronów wraz z ich synami Icchakiem i Moszem, które zbiegło ze zlikwidowanego dwa miesiące wcześniej getta w Bychawie. Pawlakowie ukryli Żydów pod podłogą stodoły.
Bronowie ukrywali się u Pawlaków do nadejścia Armii Czerwonej w lipcu 1944. Po wojnie przeprowadzili się do Lublina. Na pewien czas zamieszkała z nimi Jadwiga, która przyjechała do szkoły w Lublinie. W 1945 Bronowie wyjechali do Izraela, a dalej do Stanów Zjednoczonych.
W 1992 otrzymał wraz z córką, żoną i matką tytuł Sprawiedliwy wśród Narodów Świata nadawany przez Jad Waszem w Jerozolimie.